# شهرستان آب‌شوران
شهرستان آب‌شوران (در آذری: آبشِرون) (به ترکی آذری Abşeron) نام شبه جزیره و بخشی در جمهوری آذربایجان است که در شبه‌جزیره آب‌شوران جا گرفته‌است. آب‌شوران دارای تأسیسات نفتی است و ساخت فرآورده‌های نفتی باعث رشد اقتصادی منطقه گردیده‌است.
این شبه جزیره ۶۰ کیلومتر به سمت شرق در دریای مازندران پیشروی دارد و عرض شبه جزیره به ۳۰ کیلومتر می‌رسد. نام آبشوران پارسی است و به معنای آب‌های شور است. بسیاری از نام‌های مناطق مختلف آذربایجان دارای ریشه فارسی هستند و این امر به علت پیشینه فرمانروایی ایران بر منطقه قفقاز می‌باشد که در دوران قاجار رو به افول نهاد.
آب‌شوران به سبب وجود تاکستان‌ها و باغ‌های میوه و انجیر شهرت فراوانی دارد. آبشوران در راستای شرقی رشته کوه قفقاز قرار دارد به همین سبب دارای تپه ماهورهای فراوان و همچنین دریاچه‌های نمک است. آب‌شوران جمعیتی بالغ بر ۹۰۰۰۰ نفر دارد و گستره آن ۱۳۶۰ کیلومتر مربع است. مرکز بخش شهر خردلان است. مردم آبشوران از تبار پارسی (تات) هستند. و تا حدود سال ۱۹۲۰ (میلادی) بیشینهٔ آنها به زبان پارسی و گویش تاتی اران سخن می‌گفتند. تات‌های اران، که خود را پارس می‌نامند. از زمان ساسانیان در جزیره آبشوران و دیگر مناطق اران سکونت دارند. زبان آن‌ها از شاخه پارسی‌تبار (زبان‌های جنوب خاوری ایرانی) است. این گروه را باید با تات‌های ایران که زبانی از شاخه ایرانی شمال غربی دارند یکی دانست . در سرشماری‌های جمهوری آذربایجان تات‌ها را جزو قومیت آریایی به‌شمار می‌آورند.